# Lotus 101
Lotus 101 je Lotusov dirkalnik Formule 1, ki je bil v uporabi v sezoni 1989. Zasnovala sta ga Frank Dernie in Mike Coughlan. Razvoj in izdelava dirkalnika sta bila narejen pod velikim časovnim pritiskom. Zaradi prepovedi turbo motorjev, je moštvo uporabilo 3,5L V8 atmosferske motorje Judd. Kot posledica uporabe tega motorja sta Dernie in Coughlan lahko naredila šasijo manjšo in lažjo kot so bile v prejšnjih letih. Zaradi ozkosti dirkalnika je moral Momo celo narediti poseben volan, da si dirkača ne bi opraskala kolen med vrtenjem volana. 
Začetni optimizem je hitro zbledel, kajti dirkalnik se je pokazal za razmeroma slabega. Poleg ne najmočnejših motorjev z 125 KM, tudi pnevmatike Goodyear niso ustrezale Lotusu 101, kajti bile so prirejene predvsem za moštvi McLaren in Ferrari. Na prvih petih dirkah se dirkača sploh nista uspela uvrstiti med dobitnike točk, to je uspelo prvič šele Piquetu s četrtim mesom na dirki za Veliko nagrado Kanade, nato pa še štirikrat, medtem ko je Nakadžima edino uvrstitev med dobitnike točk dosegel na zadnji dirki sezone za Veliko nagrado Avstralije, kjer je bil četrti. Na dirki za Veliko nagrado Belgije se celo obema dirkačema ni uspelo kvalificirati na dirko, kar se je zgodilo prvič po daljni sezoni 1958. Moštvo je zasedlo šesto mesto v konstruktorskem prvenstvu s petnajstimi točkami.

## Popolni rezultati Formule 1
(legenda) 
| Leto | Moštvo     | Motor   | Gume | Dirkača          | 1   | 2   | 3   | 4   | 5   | 6   | 7   | 8  | 9   | 10  | 11  | 12  | 13  | 14  | 15  | 16  | Toč | Prv |
| ---- | ---------- | ------- | ---- | ---------------- | --- | --- | --- | --- | --- | --- | --- | -- | --- | --- | --- | --- | --- | --- | --- | --- | --- | --- |
| 1989 | Team Lotus | Judd V8 | G    |                  | BRA | SMR | MON | MEH | ZDA | KAN | FRA | VB | NEM | MAD | BEL | ITA | POR | ŠPA | JAP | AVS | 15  | 6.  |
| 1989 | Team Lotus | Judd V8 | G    | Nelson Piquet    | Ret | Ret | Ret | 11  | Ret | 4   | 8   | 4  | 5   | 6   | DNQ | Ret | Ret | 8   | 4   | Ret | 15  | 6.  |
| 1989 | Team Lotus | Judd V8 | G    | Satoru Nakadžima | 8   | NC  | DNQ | Ret | Ret | DNQ | Ret | 8  | Ret | Ret | DNQ | 10  | 7   | Ret | Ret | 4   | 15  | 6.  |